# Officium Defunctorum (Tomás Luis de Victoria)

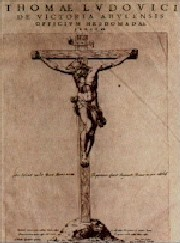
Portada de una edición de Officium Defunctorum, de Tomás Luis de Victoria (1605).

Officium Defunctorum (Requiem) es un oficio de difuntos para coro a seis voces del compositor español Tomás Luis de Victoria. 

## Composición
A su regreso a España desde Roma en el año 1583, Victoria fue nombrado por el rey Felipe II capellán personal de su hermana la emperatriz María de Austria y Portugal en el Convento de las Descalzas Reales. La emperatriz se había retirado al convento tras la muerte de su esposo, el emperador Maximiliano II, acompañada de su hija Margarita.
María muere en febrero de 1603, y Victoria compone en su memoria una misa de réquiem, el Officium Deffunctorum, considerada por los especialistas como su obra cumbre y definida por el propio Victoria en la dedicatoria de su publicación, en 1605, como su canto del cisne.
Se ha escrito mucho acerca de la utilización de esta pieza en las diferentes exequias llevadas a cabo tras la muerte de la Emperatriz. Su entierro en el propio convento el 1 de marzo; las exequias solemnes celebradas en el mismo sitio el 18 por la tarde y 19 por la mañana; las civiles organizadas por la ciudad de Madrid a continuación, 19 por la tarde y 20 por la mañana; las Reales, celebradas en la corte, por esos años situada en Valladolid, comenzando el 21 de marzo, bajo la dirección musical del Maestro de capilla de la Real Capilla, Mateo Romero; y las celebradas poco después por la Compañía de Jesús, muy allegada a la Emperatriz, en Madrid el 21 y 22 de abril. No hay ninguna fuente de la época que dé pistas sobre el uso o no de esta música en tales ocasiones, salvo la propia dedicatoria de Victoria en su edición, que afirma publicarse como recuerdo de tal momento, única pista que tenemos al respecto. Por otro lado, la propia factura de la publicación de 1605, con el escudo de los Austrias presidiendo la portada, tiene mucho más que ver con las ediciones o copias que se hacían para perpetuar la memoria de una ocasión con la música usada para ella, que con las otras publicaciones del propio Victoria.
La inclusión del Responsorio, cuyo uso habitual era acompañar el momento de la absolución durante la ceremonia del enterramiento, hace sospechar que, al menos parcialmente, pueda haber sido usada en las exequias y enterramiento del 1 de marzo; siquiera esta sección. Se ha especulado si a Victoria no le hubiera dado tiempo a escribir más, o si tal vez hubiera comenzado previamente, al ver aproximarse el fin de la Emperatriz, pero no hay nada constatable al respecto. Y se considera como su uso más probable en forma completa (junto con los añadidos de música necesarios para la liturgia del día, que incluye oficios, y otras dos misas) la siguiente celebración en Las Descalzas, la del 18-19 de marzo. Una razón extra para ello es la presencia de 4 cantores de refuerzo, que vinieron de Toledo para la ocasión, los cuales, junto con los 8 canónigos encargados del canto en el convento, sumarían justamente los 12 cantores necesarios (de ser dos por parte) para esta composición a 6 voces. Más improbable parece ser el caso de Valladolid, y de las civiles de Madrid. Y ninguna pista tenemos realmente sobre las jesuitas. En todo caso, todo son conjeturas, si bien bastante plausibles.
La publicación de la obra en 1605, en la Imprenta Real, en Madrid, fue dedicada a la hija de la emperatriz, la princesa Margarita, también profesa en el mismo convento.

## Estructura
El Officium Defunctorum consta de 10 secciones. Además de los movimientos propios de la misa de réquiem, Victoria agregó tres piezas adicionales: Taedet animam meam, la segunda lección de los maitines de Difuntos, el motete Versa est in luctum, y un responsorio. Las dos primeras secciones mencionadas toman su texto del libro de Job.
Se incluyen todas las secciones propias de la misa de réquiem, salvo el Tractus y el Dies Irae,
Mientras la sección Taedet animam meam y el motete Versa est in luctum son composiciones libres, el resto de las secciones combinan el canto llano propio del canto gregoriano, monódico y de ritmo libre, con el canto polifónico, estructurado sobre un cantus firmus, es decir una melodía preexistente. El canto llano marca las divisiones de la obra, indicando el comienzo de una sección o introduciendo una parte dentro de la misma.
Sobre la estructura de la pieza, conviene tener en cuenta que el criterio de ordenación en la publicación de Victoria no corresponde totalmente con su uso litúrgico. La Lección de Maitines Tædet animam meam está publicada originalmente al final de la colección, a modo casi de apéndice, aunque por tradición, en tiempos modernos se suele ejecutar a modo de apertura, por lo que figura aquí en primer lugar, conforme a esta costumbre actual. También porque corresponde a un oficio que se celebra temprano el día correspondiente, antes de la misa. El motete, Versa est in luctum, no tiene un lugar definido en la liturgia. Probablemente iría intercalado entre las secciones propias de la misa originalmente (como hace por ejemplo Juan Vásquez en su Agenda Defunctorum), aunque es frecuente hoy en día interpretarlo después de esta, donde figura en la publicación. Así mismo, el responsorio Libera me era utilizado habitualmente en la absolución durante la ceremonia del enterramiento, tras la misa de difuntos (si sucede a continuación de esta), si bien puede tener cabida también en otros momentos de los oficios de difuntos, o de los oficios del día de Todos los Difuntos (2 de noviembre). No estaba esta obra originalmente concebida como una unidad interpretativa, como ocurre con todas las misas del período, pues había numerosos cantos en gregoriano, u otras piezas en polifonía, intercaladas entre los movimientos de la misa, y otra gran cantidad de música acompañando en los oficios correspondientes a las dos piezas que corresponden a estos.
La estructura de la obra, según las interpretaciones actuales habituales, es:
- Taedet animam meam (Lección segunda del primer nocturno de maitines del oficio de difuntos)

| Estilo     | Texto en latín | Texto en español |
| ---------- | --- | --- |
| Homorritmo | Taedet animam meam vitae meae, dimittam adversum me eloquium meum, loquar in amaritudine animae meae. Dicam Deo: Noli me condemnare: indica mihi, cur me ita iudices. Numquid bonum tibi videtur, si calumnieris, et opprimas me, opus manuum tuarum, et consilium impiorum adiuves? Numquid oculi carnei tibi sunt: aut sicut videt homo, et tu vides? Numquid sicut dies hominis dies tui, aut anni tui sicut humana sunt tempora, ut quaeras iniquitatem meam, et peccatum meum scruteris? Et scias, quia nihil impium fecerim, cum sit nemo, qui de manu tua possit eruere | ¡Estoy hastiado de mi vida! Voy a dar curso libre a mis quejas, a hablar con la amargura de mi alma. Quiero decir a Dios:¡No me condenes, dame a entender por qué te querellas contra mi! ¿Es decoroso para ti hacer violencia, desdeñar la obra de tus manos y complacerte en los consejos de los malvados? ¿Tienes tú acaso ojos de carne y miras como mira el hombre? ¿Son tus días los de un mortal, son tus años los de un hombre para que tengas que inquirir mi culpa y andar rebuscando mi pecado, cuando sabes que no soy culpable y nadie puede librarme de tus manos? |

- Missa Pro Defunctis (Misa de Difuntos)

- Introito

| Estilo      | Texto en latín                                                                      | Texto en español                                                                   |
| ----------- | ----------------------------------------------------------------------------------- | ---------------------------------------------------------------------------------- |
| Canto llano | Requiem aeternam                                                                    | Descanso eterno                                                                    |
| Polifonía   | dona eis,Domine, et lux perpetua luceat eis.                                        | dales señor y brille ante sus ojos la luz perpetua.                                |
| Canto llano | Te decet hymnus Deus in Sion                                                        | 'Te cantarán himnos, Dios, en Sion'                                                |
| Polifonía   | et tibi reddetur votum in Ierusalem: exaudi orationem meam, ad te omnis caro veniet | y se te ofrecerán votos en Ierusalem. Escucha mi oración, Tú a quien todos iremos. |
| Canto llano | Requiem aeternam                                                                    | Descanso eterno                                                                    |
| Polifonía   | dona eis,Domine, et lux perpetua luceat eis.                                        | dales señor y brille ante sus ojos la luz perpetua.                                |

- Kyrie

| Estilo    | Texto en latín   | Texto en español    |
| --------- | ---------------- | ------------------- |
| Polifonía | Kyrie eleison    | Señor, ten piedad   |
| Polifonía | Christe eleison. | Cristo, ten piedad. |
| Polifonía | Kyrie eleison    | Señor, ten piedad   |

- Gradual

| Estilo      | Texto en latín                              | Texto en español                                     |
| ----------- | ------------------------------------------- | ---------------------------------------------------- |
| Canto llano | Requiem aeterman                            | Descanso eterno                                      |
| Polifonía   | dona eis Domine et lux perpetua luceat eis. | dales señor, y brille ante sus ojos la luz perpetua. |
| Canto llano | In memoria aeterna                          | Eternamente                                          |
| Polifonía   | erit justus: ab auditione mala non timebit. | el justo será recordado, no temerá las malas nuevas. |

- Offertorium

| Estilo      | Texto en latín | Texto en español |
| ----------- | --- | --- |
| Canto llano | Domine Iesu Christe, Rex gloriae | Señor Jesucristo, Rey de la Gloria, |
| Polifonía   | libera animas omnium fidelium defunctorum de poenis inferni, et de profundo lacu: libera eas de ore leonis, ne absorbeat eas tartarus, ne cadant in obscurum: sed signifer sanctus Michael repraesentet eas in lucem sanctam. Quam olim Abrahae promisisti, et semini eius. | libera a las almas de los fieles difuntos de las penas del infierno y del abismo profundo. Sálvalas de las garras del león para que no sean devoradas por el averno ni caigan en las tinieblas. Que San Miguel las conduzca a la santa luz, como prometiste a Abraham y a su descendencia. |
| Canto llano | Hostias et preces tibi, Domine, laudis offerimus: tu suscipe pro animibus illis, quarum hodie memoriam facimus, fac eas, Domine, de morte transire ad vitam. | Hostias y súplicas de alabanza, Señor, te ofrecemos. Acéptalas para provecho de las almas por las que te las ofrecemos. Haz, Señor, que pasen de la muerte a la vida, |
| Polifonía   | Quam olim Abrahae promisisti, et semini eius. | como prometiste a Abraham y a su descendencia. |

- Sanctus et Benedictus

| Estilo      | Texto en latín                                  | Texto en español                                          |
| ----------- | ----------------------------------------------- | --------------------------------------------------------- |
| Canto llano | Sanctus                                         | Santo                                                     |
| Polifonía   | Sanctus, Sanctus Dominus, Dominus Deus Sabaoth. | Santo, Santo es el Señor, Señor Dios de los ejércitos.    |
| Canto llano | Pleni sunt                                      | Llenos están                                              |
| Polifonía   | coeli et terra gloria tua. Hosanna in excelsis. | los cielos y la tierra de tu gloria. Hosanna en el cielo. |
| Canto llano | Benedictus                                      | Bendito                                                   |
| Polifonía   | qui venit in nomine Domini Hosanna in excelsis. | el que viene en nombre del Señor Hosanna en el cielo.     |

- Agnus Dei

| Estilo      | Texto en latín                                          | Texto en español                                                   |
| ----------- | ------------------------------------------------------- | ------------------------------------------------------------------ |
| Canto llano | Agnus Dei                                               | Cordero de Dios                                                    |
| Polifonía   | qui tollis peccata mundi, dona eis requiem.             | que quitas el pecado del mundo, dales el descanso.                 |
| Canto llano | Agnus Dei qui tollis peccata mundi, dona eis requiem.   | Cordero de Dios que quitas el pecado del mundo, dales el descanso. |
| Canto llano | Agnus Dei                                               | Cordero de Dios                                                    |
| Polifonía   | qui tollis peccata mundi, Dona eis requiem sempiternam. | que quitas el pecado del mundo, dales el descanso eterno.          |

- Communio

| Estilo      | Texto en latín                                                        | Texto en español                                                                                         |
| ----------- | --------------------------------------------------------------------- | --- |
| Canto llano | Lux aeterna                                                           | La luz perpetua                                                                                          |
| Polifonía   | luceat eis, Domine. Cum sanctis tuis in aeternum, quia pius es.       | brille ante ellos junto a los Santos y para toda la eternidad, por tu misericordia.                      |
| Canto llano | Requiem aeterman dona eis Domine                                      | Dales, Señor, el descanso eterno,                                                                        |
| Polifonía   | et lux perpetua luceat eis cum sancti tuis in aeternum, quia pius es. | y brille ante sus ojos la luz perpetua junto a los Santos y para toda la eternidad, por tu misericordia. |

- Versa est in luctum cithara mea (Motete pro defunctis)

| Estilo    | Texto en latín | Texto en español |
| --------- | --- | --- |
| Polifonía | Versa est in luctum cithara mea, et organum meum in vocem flentium. Parce mihi, Domine, nihil enim sunt dies mei. | Mi arpa se ha transformado en luto y mi órgano en la voz de los que lloran. Perdóname, Señor, porque mis días no son nada. |

- Responsorio
  - Libera me

| Estilo      | Texto en latín                                                              | Texto en español                                                          |
| ----------- | --------------------------------------------------------------------------- | ------------------------------------------------------------------------- |
| Polifonía   | Libera me, Domine                                                           | Líbrame, Señor,                                                           |
| Canto llano | de morte aeterna, in die illa tremenda:                                     | de la muerte eterna, en aquel tremendo día.                               |
| Polifonía   | Quando caeli movendi sunt et terra,                                         | Cuando tiemblen los cielos y la tierra.                                   |
| Canto llano | dum veneris iudicare saeculum per ignem.                                    | Cuando vengas a juzgar al mundo con el fuego.                             |
| Polifonía   | Tremens factus sum ego, et timeo, dum discussio venerit, atque ventura ira. | Temblando estoy y temo, mientras llega el juicio y la ira venidera.       |
| Canto llano | Quando caeli movendi sunt et terra.                                         | Cuando tiemblen los cielos y la tierra.                                   |
| Polifonía   | Dies illa, dies irae, calamitatis et miseriae, dies magna et amara valde.   | Día aquel, día de ira, de calamidad y miseria, día grande y amargo.       |
| Canto llano | Dum veneris iudicare saeculum per ignem.                                    | Cuando vengas a juzgar al mundo con el fuego.                             |
| Polifonía   | Requiem aeternam dona eis, Domine, et lux perpetua luceat eis.              | Dales, Señor, el descanso eterno, y brille ante sus ojos la luz perpetua. |
| Polifonía   | Libera me, Domine                                                           | Líbrame, Señor                                                            |
| Canto llano | de morte aeterna, in die illa tremenda:                                     | de la muerte eterna, en aquel tremendo día.                               |
| Polifonía   | Quando caeli movendi sunt et terra.                                         | Cuando tiemblen los cielos y la tierra.                                   |
| Canto llano | Dum veneris iudicare saeculum per ignem.                                    | Cuando vengas a juzgar al mundo con el fuego.                             |
| Polifonía   | Kyrie eleison. Christe eleison. Kyrie eleison.                              | Señor, ten piedad. Cristo, ten piedad. Señor, ten piedad.                 |

## Grabación
El sello discográfico Lauda ha situado por vez primera en una grabación la obra en su contexto litúrgico, restituyendo las dos jornadas originales: la vigilia de difuntos y la misa que concluía con el rito de absolución. La Grande Chapelle, bajo la dirección de Albert Recasens, y Schola Antiqua han colaborado en el proyecto. Cuenta con el apoyo de la Comunidad de Madrid, el Instituto Cultura y Sociedad (Universidad de Navarra) y el Centro de Estudios Europa Hispánica.